# MJ Cole
Matthew James Firth Coleman (Londen, 9 augustus 1973) is een Britse producer die actief is in de UK Garage- en 2 step-stromingen. Hij breekt door met de singles Sincere (1998) en Crazy Love (2000). Rond 2000 bereikt zijn bekendste alter ego MJ Cole het hoogtepunt van zijn roem. Maar na een geflopt tweede album is hij meer actief achter de schermen geworden als producer en remixer. 

## Biografie
Matthew is een klassiek geschoold musicus. In zijn jeugd speelt hij piano en Oboe. Ook studeert hij een tijd aan de Royal College of Music. Na zijn afstuderen gaat hij aan de slag bij het SOUR-label. Als hij met het duo Ramsey & Fen moet werken aan een remix voor Kym Mazelle, raakt hij bekeerd tot het UK Garage-geluid. Vanaf 1995 produceert hij singles onder diverse namen. Hij weet zich in de kijker te spelen als in 1998 het nummer Sincere verschijnt. Het nummer past naadloos in de ontwikkeling van de 2 step, die op dat moment aan populariteit wint. Het nummer wordt een bescheiden hit in de UK en weet een deal te bemachtigen bij het Talkin' Loud-label. Daar verschijnt de single Crazy love en ook een heruitgave van Sincere. Beide singles halen de top 20. Ze lopen vooruit op het album dat ook Sincere heet. Vocaal laat hij zich vooral ondersteunen door zangeres Elizabeth Troy en rapper Nova Casper. Het album wordt zeer goed ontvangen en verkoopt ook goed. Het album krijgt een nominatie voor de Mercury Music Prize. In het gevolg van zijn succes krijgt hij opdrachten voor remixen voor Mariah Carey, Alicia Keys en De La Soul. Ook stelt hij in 2002 het verzamelalbum Back to Mine samen. 
In 2003 verschijnt opvolger Cut to the Chase, waarop samenwerkingen staan met Shaun Escoffery en Jill Scott. Het album wordt niet slecht ontvangen, maar het momentum lijkt voorbij. De verkoop doet zwaar onder voor zijn voorganger. Alleen de single 'Wondering Why' met Vula wordt nog een bescheiden hit. Daarna verlaat Coleman het label om weer op anonieme wijze singles te produceren. Zo nu en dan werkt hij samen met anderen zoals DJ Zinc en Wiley. Wel blijft hij remixes maken. Zo staat zijn remix op de hitsingle Hold My Hand van Jess Glynne. Ook is hij betrokken bij de productie van Something in the Water van Example, Bassline Junkie (2012) van Dizzee Rascal, Blue Eyes van Katy B en Nobody But You (2014) van Mary J. Blige. 
In 2020 verschijnt het album Madrugada, waarop hij zijn klassieke muzikale roots laat horen. Het is een ambient-album waarop hij licht pianospel toevoegt. Als violist schakelt hij Tobbie Tripp in. Het gaat gepaard met een korte film, geproduceerd door Henry Dean, waar de muziek als soundtrack dient. Het thema is de tijd van de nacht voor zonsopkomst. In de film laat hij enkele inwoners van Odessa en Kiev aan het woord over hun leven. Hoewel ze verschillende levens hebben, is de overeenkomst dat ze wakker zijn wanneer anderen slapen.

## Discografie

### Albums
- Sincere (2000)
- Back to Mine (compilatie) (2002)
- Cut to the Chase (2003)
- Madrugada (2020)